# Catedral (Caracas)
Pour les articles homonymes, voir Catedral.
Catedral est l'une des vingt-deux paroisses civiles de la municipalité de Libertador dans le district capitale de Caracas au Venezuela. Il est le cœur historique de la capitale de Caracas et abrite la cathédrale Sainte-Anne qui lui donne son nom, catedral en espagnol.
On y trouve aussi la basilique Sainte-Chapelle, basilique mineure de l’Église catholique que la Conférence épiscopale du Venezuela a aussi désigné sanctuaire national.